# ピ (歌手)
ピ（RAIN、朝: 비、1982年6月25日 - ）は、大韓民国の歌手、俳優。本名はチョン・ジフン（朝: 정지훈、漢: 鄭 智薰）。妻は女優のキム・テヒ。

## 名前
「ピ」とは、韓国語で「雨」という意味で、日本語の「あめ」にあたる。しかし、日本語の発音で「ピ」と強く発音すると、韓国語では「血」（피、[pʰi]）の意味になってしまう。日本と韓国以外の国ではRAINという名前が通用しているため、2006年に日本での活動時も「RAIN」に統一した（以降も、日本では従来通りの「ピ」でも問題があるわけではなく、「RAIN（ピ）」と表記されることもある）。
2007年2月、米ネバダ州の音楽プロダクション、レイン・コーポレーションが米国で「Rain」の名称を使わないよう、2月に州裁判所に商標権訴訟を起こした。スターエムと共にワールドツアーを主催したJYPエンターテイメントは、2005年8月24日アメリカ特許商標庁にピ（Rain）のアメリカ活動名「Rain」を商標登録しようとしたが、既に登録されている他の商標のために棄却。公演に「Rain」の名称を利用できないようにするための使用禁止仮処分申請も出されている。2007年6月にこの仮処分は棄却され、Rainという名前を使用可能になる。

## 人物
主に韓国で活動し、日本や中華人民共和国、タイ王国、フィリピンなどでもCDを発売して、マーケティングに力を注いでいる。また、俳優業も行っている。2005年、タイと日本、中国のMTVアワードで、アジア人初の「アジア・グランドスラム」を達成。2010年6月、米国ロサンゼルスで開催された「MTVムービー・アワード2010」「Biggest Badass Star」部門に、主演した米映画「ニンジャ・アサシン」でノミネートされ、韓国人俳優として初めて同賞を受賞した。アジアを中心に各国でLIVE公演も行っている。2010年に横領・背任容疑で取り調べを受け、のち、証拠不十分で不起訴処分となった。
- 身長185cm、体重74kg、血液型はO型。
- 一男一女の長男。
- ファンクラブの名前は「雲」。
- 理想の女性のタイプはミーガン・フォックス。
- 2集活動の少し前にロサンゼルスでダンスの訓練を受ける。以降、ダンスの振り付けは自分でするようになる。
- 『太陽を避ける方法』の活動中、ステージでサングラスを掛けてのパフォーマンスが話題を呼んだ。
- トレーニングに非常に熱心で、事務所の社長が「私が訓練を休めと言ったのは、彼が初めて」と語ったほど。
- 韓国ではその肉体美から、よく「モムチャン歌手」と呼ばれる[注釈 1]。
- J-WAVE『e-STATION SHUFFLE!』のサイトで行われたネット投票で、NHK紅白歌合戦で見たい歌手の1位を獲得した[4]。ただし無記名で複数投票可能であったことから、ファンまたはアンチの複数投票の可能性もある。
- 「I'm Coming」のプロモーションビデオがネット上で話題となる。具体的には、原爆投下直後の広島を舞台とした演出となっている。このため、日本国内では、原爆犠牲者を侮辱するプロモーションビデオと認識されている。
- 映画「スピード・レーサー」出演時、監督のウォシャウスキー兄弟からは「日本人役で」という出演依頼だったが断り、断固として「韓国人役で出演する」と主張し、脚本を変更させた。
- 2006年1月、『笑っていいとも』に出演。
- 日本携帯公式サイトで、韓国アーティストとして初めて、単体の携帯ファンクラブサイトの運営がはじまった。
- 韓国では、BMWのイメージキャラクターになっている[5]。
- 映画「ニンジャ・アサシン」についてのクレーブ・オンラインインタビューにおいて、「忍者は日本の文化ですが、韓国にも忍者はいますか？」という質問に対して、「韓国にも忍者はいる」と答えた[6]。
- また、「この映画におけるあなた（の役柄）は、日本の伝統的な忍者ですが？」の質問に対しては、「自分の役柄は、日本の忍者ではなく、通りで拾われた孤児で、国際的なアジアの孤児のようなものだ」と答えた[7]。
- 2010年4月17日放送KBS 2TV「演芸街中継」で、一年半ぶりにスペシャルアルバムでカムバックした「ワールドスター」ピが歌手としての目標と人生について率直な話を打ち明けた。「絶対に弱音を吐きたくないし、10年後にはいい父親でいたい。真のトップスターは修飾語が付かないもの。ピだけで、ニックネームが付かないその日まで最善を尽くします。」と抱負を述べた[8]。
- 2017年1月17日、所属事務所公式ページにて「これから僕は、また一つの家庭の家長となり、良き夫になります」とコメントし、女優キム・テヒとの結婚を自ら報告した。

## 経歴

### 韓国
- 公園などで踊っている人たちを見てダンスを覚える。
- 1998年、ダンスグループFan Clubのメンバーとして韓国歌謡界デビュー。しかし、この時は大きなヒットには恵まれず、低調のまま解散する。その後、事務所JYPエンターテインメントの当時の社長J.Y. Parkに見出され、以後ソロデビューに向けてトレーニングをする。
- 2000年12月、(18歳)　治療費が払えず　糖尿病で母親が亡くなる。
- 2002年5月13日、(19歳)　1集(1st)アルバムでソロデビュー、タイトル曲「나쁜남자」（悪い男）の活動を開始する。　SBSドラマ「オレンジ」に出演。
- 2002年10月6日、(20歳)　1集アルバムの後続曲「안녕이란 말 대신」（さよならと言うかわりに）で、音楽チャートで初めて1位を獲得する。歌手として人気を得たため、CM出演や音楽番組のMCもするようになる。
- 2002年12月、SBS歌謡大賞新人賞、ゴールデンディスク大賞、MBC10大歌手歌謡祭新人賞、KMTV新人歌手賞、M.NET新人歌手賞をそれぞれ受賞。
- 2003年9月、(21歳)　KBSのドラマ、『サンドゥ、学校へ行こう!』の主人公チャ・サンドゥ役で出演。
- 2003年10月16日、2集(2nd)アルバム発売。タイトル曲「태양을 피하는 방법」（太陽を避ける方法）の活動を開始する。
- 2003年12月、SBS歌謡大賞本賞、KBS歌謡大賞本賞、MBC10大歌手賞、KMTV本賞、M.NETネチズン人気賞、KBS演技大賞新人賞をそれぞれ受賞。
- 2004年7月、(22歳)　KBSのドラマ、『フルハウス』に主人公イ・ヨンジェ役で出演。
- 2004年10月8日、3集(3rd)アルバム「IT'S RAINING」発売。タイトル曲「It's Raining」の活動を開始する。
- 2004年12月、大韓民国国会大賞、M.NET最高人気ミュージックビデオ賞、SBS歌謡大賞本賞、SBS歌謡大戦ネチズン最高人気賞、KBS歌謡大賞、MBC10大歌手賞をそれぞれ受賞。
- 2005年1月、　韓国で初の単独コンサート『RAINY DAY』開催。
- 2005年10月、(23歳)　KBSのドラマ『このろくでなしの愛』にカン・ボック役で主演。
- 2006年10月、(24歳)　4集(4th)アルバム「Rain's World」発売
- 2006年12月、彼の顔をモデルにした「Rain弁当」[9]が登場した。
- 2006年12月、初映画主演作品映画『サイボーグでも大丈夫』が韓国で公開。
- 2007年4月、第43回百想芸術大償 映画部門 男性新人演技賞。
- 2007年5月、韓国エンターテイメント産業学会主催 第1回韓流大賞のスター賞（音楽）受賞。
- 2007年、それまで所属していたJYPEとの契約満了に伴い、新たに個人事務所J-TUNEエンターテイメントを設立。
- 2007年6月、第44回大鐘賞 海外人気賞受賞。
- 2007年、2011年世界陸上選手権大邱大会の広報大使に就任。
- 2007年12月、(25歳)　第4回2007ネチズン芸能大賞 男性歌手賞受賞。
- 2008年2月、CICI KOREA2008で、韓国イメージ踏石賞を受賞[10]。
- 2008年10月、(26歳)　5集(5th)アルバム「RAINISM」発売。
- 2009年10月、RAINがプロデュースしたグループ。MBLAQがデビュー。
- 2010年4月、(27歳)　スペシャルアルバム「BACK TO THE BASIC」発売。「君を掴む歌」「Hip Song」で活動。
- 2010年9月、(28歳)　KBS 2TVドラマ『逃亡者PLAN B』主人公ジウ役で出演。
- 2010年12月24日、RAINとソン・ホヨン、キム・テウは24日午後、ソウルオリンピック公園体操競技場で開かれたJYP NATIONの初コンサート「チームプレー（TEMAPLAY）」にサプライズ出演をした。　RAINは、師パク・ジニョンの『Honey』の舞台に登場し師弟共演をした。そして『IT'S RAINING』では、後輩の2PMと共演をした。
- 2010年12月、大手芸能プロダクションJYPエンターテインメント（以下、JYP）のプロデューサー、パク・ジニョンは、RAINの所属事務所ジェイチューン・エンターテインメント（以下、ジェイチューン）と専属契約を結んだ。　ジェイチューンは30日に株主総会の訂正公示で、社名をJYPに変更すると発表した。
- 2010年12月31日、『ADIEU! 2010 with RAIN』コンサート。蚕室(チャムシル)室内体育館で18時と23時30分からの2回の公演を開催。
- 2011年3月、映画「レッドマフラー（仮題）」撮影クランクイン。
- 2017年1月17日、キム・テヒとの結婚を発表[1]。

## 軍歴
2011年10月11日、兵役のため大韓民国陸軍に入営。
大韓民国陸軍に入隊してから早くも、キム・テヒとのラブ・スキャンダルが明るみに出る。国防省も知るところとなり、公務での出張にも関わらず、私的にテヒと接触したことは軍の規律違反に当たるとの認識を公式に発表した。また、軍帽を被らないなど、風紀の乱れが確認された。これらの容疑により、所属大隊で懲戒委員会が開催されることになった。
2013年7月、SBS「現場21」のスクープもあり、「芸能兵士」（国防広報支援隊）の制度自体が廃止になる事態となった。
2013年7月10日、除隊し予備役となる。

## 慈善活動
チャリティ活動にも積極的で、小児がんの子供達のためのチャリティコンサート、エイズの子供たちを救うためのチャリティ、カンボジアに井戸を寄贈、新潟県中越地震、新潟県中越沖地震、韓国テアン、などの活動を行っている。

## 韓国以外での活動

### 日本
- 2004年11月、文化庁イベント「POP ASIA 2004」に韓国代表として出演。
- 2005年2月16日、アルバム『IT'S RAINING』日本盤を発売。ウィークリーランキング15位にランクイン。
- 2005年5月、MTV Video Music Awards Japan 2005 "Best buzz Asia from Korea"受賞。
- 2005年7月、東京国際フォーラムで『RAINY DAY in Japan』開催。
- 2005年9月、日本武道館で『RAINY DAY in Japan』追加公演開催。
- 2005年9月24日、日韓国交正常化40周年記念「韓流オールスターサミット」に参加。
- 2006年4月19日、AIのマキシシングル『Believe』に収録されている「Too Much」にfeat. Rainにて参加。
- 2006年7月6日、PSP専用ゲームソフト『RAIN WONDER TRIP』発売。
- 2007年5月25日、韓国人歌手としては初めて、同芸能人としてはイ・ビョンホンに次ぐ2人目で、東京ドーム公演を実施した。
- 2008年6月30日、JCBホールにて、国内外のファン2,500人と無料ファンミーティングを行う。
- 2009年8月29日(土)30日(日)、『LEGEND OF RAINISM 』さいたまスーパーアリーナからツアーをスタート。韓国、香港、インドネシア、中国、米ラスベガス、大阪、台湾、東京（2010年4月17、18日、国立代々木競技場第一体育館）で公演を開催。
- 2010年『RAIN 'LOVE TOUR 2010'－RAIN LOVES ZEPP TOUR』全国6か所9公演。『RAIN 'LOVE TOUR 2010』さいたまスーパーアリーナで公演を開催。
- 2011年4月20日〜『逃亡者PLAN B』衛星劇場で放送。
- 2011年5月2日（月）10時〜（CS）日テレプラス【字】「 このろくでなしの愛」 (完全版) 一挙放送。

### アジア
- 2003年6月、1集アルバム、中国で発売。
- 2004年5月、2集アルバム、タイと中国で発売。
- 2004年8月、2集アルバム、中国で発売。
- 2005年2月、MTV ASIA AID 韓国最高人気歌手として参加。
- 2005年7月、CCTV-MTV マンダリンミュージックアノス in中国 今年の韓国歌手賞受賞。
- 2006年、中国パンテックCMソング - シングル 《手記)》。
- 2007年、中国福馬食品と契約「福馬ケーキ」のCMモデル。
- 2006年〜2007年、ソウル、（米国ラスベガス）、オーストラリア、香港、シンガポール、 マレーシア、タイ、フィリピン、インドネシア、台湾、ベトナム、中国、日本、などでワールドツアー（RAIN’S COMING 06/07 RAIN WORLD TOUR）を実施。
- 2008年、中国猫人集団と契約miiiow sportCMモデル。
- 2008年、中国三星ANYCALLのCMモデル契約 CMソング-シングル《Any dream》。
- 2010年11月27日、中国広州アジア競技大会閉幕式のエンディング舞台で『RAINISM』『HIPSONG』『FRIENDS』3曲を公演。（2014年の開催地が韓国仁川(インチョン)）
- 2011年3月1日、「中韓青年環境保護緑化広報大使」中国北京での任命式に参加。

### アメリカ
- 2006年2月2日・3日、(23歳)　ニューヨークのマディソン・スクエア・ガーデンシアターで『Rainy Day-New York』開催。初日公演観客の中95%位がアジア人、また90%は女性だった。しかし、ニューヨーク・タイムズ紙ではこれについて、彼の才能を認めつつ、彼の公演がマイケル・ジャクソンを含めたアメリカ国内の多くの有名歌手を真似ただけで特色がなかった、と指摘した。同紙は引き続き、ピがマイケル・ジャクソンと同じカリスマ性もアッシャーのような性的魅力もジャスティン・ティンバーレイクのはやいポップ性も持っていないとしながら、舞台で公演する彼を見ることはまるで韓国語でダビングされた古いMTVビデオを見るようだった、と批評した。同紙は、模倣だけでは早く変わるアメリカポップ音楽を追い付くことが出来ないだろうし、これがピがアメリカで成功するのに障害物になるとも指摘した。これについて2006年12月、ワールドツアーの舞台監督をしたジェイミーキング （Jamie King）が質問に答えている。Rainのダンスが他の歌手の模擬ではないかということに対して「"模倣ではなく影響を受けただけだ。歌手達は似ているジャンルの音楽で影響を受けるものと決まっている。マドンナもそうだった。アメリカ歌手達もアジア音楽やブラジル音楽などで影響を受ける。重要なことは良い影響受けてそれを自分の歌と踊りで表現する」と発言。

- 2006年12月23、24日、ラスベガス「シーザーズ・パレス・ホテル　コロシアム劇場」で公演。
- 2007年2月、(24歳)　米ネバダ州の音楽プロダクション、レイン・コーポレーションが米国で「Rain」の名称を使わないよう、2月に州裁判所に商標権訴訟を起こした。スターエムと共にワールドツアーを主催したJYPエンターテイメントは、2005年8月24日アメリカ特許商標庁にピ（Rain）のアメリカ活動名「Rain」を商標登録しようとしたが、既に登録されている他の商標のために棄却。公演に「Rain」の名称を利用できないようにするための使用禁止仮処分申請も出されている。2007年6月にこの仮処分は棄却され、Rainという名前を使用可能になる。
- 2007年4月、アメリカピープル誌の「世界で最も美しい100人（World's Most Beautiful 100）」に選ばれる。Rainは、同誌が選んだ「美しい100人」に名前が挙がった初めての韓国人。
- 2007年5月、「タイム」が選定した「世界で最も影響力のある100人」の候補者200人に入った。インターネットの最終集計によると、Rainが獲得した票の数は47万174票で2位（約27万票）を2倍以上引き離すという圧倒的な勝利だったが、TIME誌選定規則で芸能部門の2年連続選定は出来ないという規定があるため、この年は選定されなかった[注釈 2]。この結果を、アメリカの有名コメディアンスティーヴン・コルベアが「コルベア・レポー」にて、皮肉交じりのパロディで紹介した。　（このパロディーにRain(ピ)の関係者は「米国の有名コメディアンが、パロディーしてくれたことに意味があるので、悪く思っていない」と明らかにした。）
- 2007年6月、ワールド・ツアーで予定されていた上海とハワイ、トロント、ロサンゼルスの公演が公演設備や版権に関わる問題のため[16]、直前で中止となった。
- 2007年12月、第12回シネアジアアワード 今年のアジア男性スター賞受賞。
- 2008年2月、（25歳）　アメリカ大手WMAとアメリカでの俳優並び歌手活動のため、契約を結ぶ。
- 2008年4月、TIMEが選定した「世界で最も影響力のある100人」の候補者200人に入った。今回で3度目。4月23日（アメリカ現地時間）の「コルベア・レポー」放送にて、Rainからコルベアに向けてのメッセージが流れる。
- 2008年5月、アメリカ「コルベア・レポー」にRainが出演、同HPのVODアクセス数が22万回以上となる[17]。
- 2008年5月、2008年ブリタニカ百科事典の「話題の人物（Biographies）に英語名「Rain」と紹介される。
- 2008年5月、ハリウッドデビュー作品「スピード・レーサー」アメリカや韓国、香港などで公開。
- 2008年5月、ドリームワークス作品アニメ「カンフー・パンダ」（アジア版）の主題曲「カンフー・ファイティング」を歌う。
- 2008年、ウォシャウスキー脚本、ジェイムズ・マクティーグ監督（Vフォー・ヴェンデッタ）「ニンジャ・アサシン」の主役に抜擢される。
- 2008年7月24日、サンディエゴで開催されるWarner Bros at Comic Con 2008にて「ニンジャ・アサシン」が、非公式で上映される（当日、ジョエル・シルバーとジェイムズ・マクティーグ監督、Rain、ナオミ・ヘリスが参加予定）。
- 2009年12月24、25日、「Legend of Rainism」の一環として3年ぶりにラスベガス「シーザーズ・パレスホテル コロシアム劇場」で公演。（観客は50%位がアジア人だった。）
- 2010年、(27歳)　「ニンジャ・アサシン」は、2009年11月に公開され、北米で3812万2883ドルの入場券収入。米国の映画情報サイト「ザ・ナンバーズ」によると3月17日にリリースされたDVDは4月11日集計分までに51万4683枚販売され、1008万4306ドルの売上高となった。これにより、劇場興行とDVDを合わせて、米国では4820万7189ドルの興行収入と集計された。4000万ドルの製作費が投入されたことを勘案すれば、米国での売上だけで損益分岐点を越えたことになる。　ボックスオフィスが集計した全世界興行収入は6159万252ドル。（ここではDVDの売り上げと日本、フランスなどの映画の興行収入はまだ集計されていない。）[18]
- 2010年6月6日、米国ロサンゼルスで開催された「MTVムービー・アワード2010」に、主演映画「ニンジャ・アサシン」で「Biggest Badass Star」部門の最終候補5人にノミネートされていたRAINが韓国人俳優として初めて同賞を受賞した[3]。
- 2011年4月、(28歳)　アメリカの時事週刊誌「タイム」の「世界で最も影響力ある100人」に選ばれる。（2006年以来、2度目の選出。）

### その他
- 2007年2月、第57回ベルリン国際映画祭にて出演作品『サイボーグでも大丈夫』が、アルフレッド・バウアー賞を受賞。
- 2007年10月、第40回シッチェス・カタロニア国際映画祭で出演作品『サイボーグでも大丈夫』が脚本賞を受賞。

## 作品

### 韓国

#### フルアルバム
| No. | 発売日         | タイトル     | 収録曲 |
| --- | -------------- | ------------ | --- |
| １  | 2002年05月13日 | N001         | 収録曲 1. 우 (雨) 2. 악수（拍手） 3. 나쁜 남자（悪い男） 4. 나（俺） 5. 익숙치 않아서（慣れてなくて） 6. Baby Baby 7. 안녕이란 말 대신（さよならの代わりに） 8. 너처럼 (Feat. 바다)（君のように（Feat.パダ）） 9. 나론 안되니 (Feat.フニフン、ホ・インチャン) 10. 왜（どうして？） 11. What's Love (Feat.Danny、Lexy、ピョル、JYP) |
| ２  | 2003年10月16日 | Rain2        | 収録曲 1. 2003.10.16 2. 알면서（分かってるくせに） 3. 난 또 니가 좋은거야 (Feat. 한나) （I like you again (Feat.ハンナ) ） 4. 왜 하필（よりによって） 5. 너에게 나는 (Feat. Dick)（君にとって俺は (Feat. Dick)） 6. 너마저（君まで） 7. 내가 유명해지니 좋니 (Feat. 한나)（Are you happy with my fame(Feat.ハンナ)） 8. 태양을 피하는 방법 (Gtr. Remix) （太陽を避ける方法 (Gtr. Remix) ） 9. 화성에서 온 남자 금성에서 온 여자 (Feat. 혜진)（火星から来た男、金星から来た女性(Feat.ヘジン)） 10. 아쉬운 빈 공간（残念な空地） 11. 안녕이란 말대신 (Remix)（さよならの代わりに(Remix)） 12. 태양을 피하는 방법（太陽を避ける方法） 13. 태양이 떠도 |
| ３  | 2004年10月08日 | It's Raining | 収録曲 1. 하고 싶었던 말（言いたいこと） 2. It's Raining 3. I Do 4. 지운 얼굴 (Familiar Face) 5. 11 Days 6. Quiz 7. My Groove (Feat.Epik High.イム・ジョンヒ) 8. 난（俺は） 9. Biggest Thing 10. Wanna Talk (Feat. Juvie) 11. But I Love You 12. 찾아요 (Feat. 허인창)（探してます（Feat.ホインチャン)） 13. No No No 14. To You 15. I Love You（Feat.ノウル） 16. I Do (Japanese Ver.）（Bonus Track) |
| ４  | 2006年10月13日 | Rain's World | 収録曲 1. Rain's World 2. I'm Coming (Feat. Tablo) 3. With U 4. 내가 누웠던 침대 (In My Bed) 5. 하루도 (Not A Single Day) 6. 카시오페아 (Cassiopeia) (Feat. 임정희) 7. Him & Me (Feat. 다이나믹 듀오) 8. Don't Stop 9. Touch Ya (Feat. 태완, aka, C-Luv) 10. Move On (Korean Ver.) 11. Oh Yeah (Feat. AI) 12. Friends (Feat. Tiger JK) 13. To My Friends 14. 나 (B-garage Remix) |
| ５  | 2008年10月15日 | Rainism      | 収録曲 1. My Way (Intro) 2. Rainism (Clean Ver.) 3. Only You 4. Love Story 5. 사랑이라는 건（愛というのは） 6. 내 여자（俺の女） 7. You 8. Fresh Woman 9. 더 끌려 (Feat. 태완 a.k.a C-Luv)（もっと惹かれる (Feat.テファン a.k.a C-Luv)） 10. 고개돌려）（顔をあげろ） 11. 9월 12일（9月12日） 12. My Way 13. Rainism (Remix) (Clean Ver.) 14. Rainism (Original Ver.) 19금 15. Rainism (Remix) (Original Ver.) |
| ６  | 2014年01月02日 | Rain Effect  | 収録曲 1. Rain Effect 2. 30 Sexy 3. La Song 4. 어디 가요. 오빠 (Feat. 현아)（どこに行くの？お兄さん(Feat.ヒョナ）） 5. 마릴린 먼로 (Marilyn Monroe) 6. 차에 타봐（車に乗って） 7. SUPERMAN 8. 알아버렸어（知ってしまった） 9. DEAR MAMA DON'T CRY 10. 30 Sexy (East4a deeptechmix) |

### 日本

#### シングル
| #   | 発売日         | タイトル  | 規格品番                               | 備考                                                                 |
| --- | -------------- | --------- | -------------------------------------- | -------------------------------------------------------------------- |
| 1st | 2006年01月25日 | sad tango | KICM-97003:初回限定盤 KICM-7003:通常盤 | TBS系列COUNT DOWN TVエンディングテーマ オリコン最高14位、登場回数8回 |
| 2nd | 2006年06月07日 | free way  | KICM-97004:初回限定盤 KICM-7004:通常盤 | オリコン最高15位、登場回数4回                                        |
| 3rd | 2006年09月06日 | move on   | KICM-97005                             | オリコン最高17位、登場回数3回                                        |

#### アルバム
| 発売日         | タイトル                           | 規格品番                                    | 備考                                                                       |
| -------------- | ---------------------------------- | ------------------------------------------- | -------------------------------------------------------------------------- |
| 2005年02月16日 | IT'S RAINING                       | KICP-1054                                   | 日本語ボーナストラック、DVD付き                                            |
| 2005年12月07日 | EARLY WORKS                        | KICP-1116                                   | 歌詞・対訳&カタカナルビ付 2枚組 オリコン最高35位                           |
| 2006年09月13日 | Eternal Rain                       | KICP-91149:初回限定盤 KICP-1149:通常盤      | 日本オリジナルアルバム オリコン最高14位、登場回数5回                       |
| 2006年12月20日 | RAIN'S WORLD                       | KICP-1211                                   | 歌詞・対訳&カタカナルビ付 オリコン最高57位                                 |
| 2007年04月04日 | n001                               | KICP-1222                                   | 日本オリジナルジャケット/歌詞対訳&カタカナルビ付 オリコン最高232位         |
| 2007年04月04日 | rain2;                             | KICP-1223                                   | 日本オリジナルジャケット/歌詞対訳&カタカナルビ付 オリコン最高215位         |
| 2009年01月07日 | RAINISM～RAIN’S FIFTH ALBUM～      | PCCA-90034                                  | オリコン最高22位、登場回数5回                                              |
| 2010年06月23日 | BACK TO THE BASIC~JAPANESE EDITION | TKCA-73544:初回生産限定盤 TKCA-73548:通常盤 | 日本オリジナルジャケット/歌詞対訳&カナルビ付 オリコン最高25位、登場回数5回 |

#### DVD
| 発売日         | タイトル                                                          | 規格品番   | 備考                                   |
| -------------- | ----------------------------------------------------------------- | ---------- | -------------------------------------- |
| 2005年08月31日 | RAIN'S FIRST LIVE CONCERT RAINY DAY                               | KIBM-86    | ライブDVD オリコン最高17位             |
| 2006年05月25日 | オフィシャルプレミアムBOX Road for RAIN                           | GNBI-1013  | オリコン最高22位、登場回数3回          |
| 2007年04月11日 | RAIN'S COMING RAIN WORLD TOUR PREMIERE                            | JKBA-1005  | ライブDVD オリコン最高84位             |
| 2007年05月23日 | RAIN’S VIDEO CLIPS 2002-2006                                      | KIBM-126   | オリコン最高60位、登場回数4回          |
| 2007年10月26日 | (ピ)RAIN/ ALL ABOUT RAIN ~ワールドスターへの軌跡・アジアを越えて~ | D-5380     | オリコン最高60位                       |
| 2008年06月25日 | Rain(ピ)'s 24 hours "THE DAY" プレミアムDVD-BOX                   | SD-F3950   | オリコン最高36位                       |
| 2008年09月17日 | RAIN’S COMING 06/07 RAIN WORLD TOUR IN TOKYO                      | PCBP-51635 | ライブDVD オリコン最高16位             |
| 2010年03月26日 | HIP KOREA DOCUMENTARY:RAIN-完全版-                                | OPSD-B188  | オリコン最高115位                      |
| 2010年04月07日 | LEGEND OF RAINISM 2009 RAIN ASIA TOUR IN JAPAN                    | TCED-0754  | ライブDVD オリコン最高27位、登場回数回 |
| 2010年10月20日 | Rain six to five took a picture of the Alps Landscape             | YAMD-1001  | オリコン最高93位                       |

## 出演

### 映画
- サイボーグでも大丈夫（2006年） - イルスン役
- スピード・レーサー（2008年） - テジョ・トゴカーン役
- ニンジャ・アサシン（2009年） - 雷蔵役
- R2B：リターン・トゥ・ベース（2012年） - テフン役
- コードネーム: プリンス（2014年）- マーク役

### テレビドラマ
- オレンジ（2002年、SBS） - チョン・ジフン役
- サンドゥ、学校へ行こう!（2003年、KBS） - サンドゥ役
- フルハウス（2004年、KBS） - イ・ヨンジェ役
- このろくでなしの愛（2005年、KBS） - カン・ボック役
- 逃亡者 PLAN B（2010年、KBS） - ジウ役
- 僕には愛しすぎる彼女（2014年、SBS） - イ・ヒョンウク役
- ダイヤモンドの恋人（2015年、中国） - シャオ・リャン役
- 帰ってきて ダーリン!（2016年、SBS） - イ・ヘジュン役
- スケッチ（2018年、JTBC） - カン・ドンス役
- ウェルカム2ライフ～君と描いた未来～（2019年、MBC） - イ・ジェサン役
- ゴースト・ドクター（2021年、tvN） - チャ・ヨンミン役

### その他
- ASIA SUPER YOUNG（亞洲超星團） - 中国のオーディション番組のプロデューサー代表として。

## 広告

### 韓国
2002年
- SKテレコム （〜2008現在）
- ピングレトゥゲザークレスアイスクリーム
- TBJ（〜2004）
- エリート制服
- ビダンビ
- MONETA
- スカラチョコレート
- SAMSUNG KENOX.V4

2003-2004年
- ビバルディスキー場
- キョチョンチキン
- 1492MILES
- GIOGIA
- KBS韓国放送ロゴソング（〜2008現在）
- TTL
- コリアナ ENCIA化粧品
- 広東製薬 ビタ500（〜2005）
- 教保生命
- リンナイガスボイラー

2005年
- 大型ショッピングモール パームスクウェア
- LG生活健康男性化粧品 VONIN
- TUメディア
- DOHCモデル
- ロマンソン TF TROFISH-WATCHピ CF（〜2006）
- デウォンカンタビルアパート（〜2006）
- LG電子ノート・パソコン Xノート（〜2008）

2006年
- KBスターカード（〜2008）
- XTM ケーブルチャンネル（〜2007）
- BMW
- ジョルダーノ（〜2007）

2007年
- ニコンカメラ（〜2010年）
- オンラインダンスゲーム オンラインオンエア-
- LG生活健康 オフィFOR MAN
- ロッテ七星飲料 今日のお茶
- ロッテ免税店（〜2011年現在）

2008年
- KB銀行

2010年
- SKテレコム携帯電話Wフォン
- ロッテ百貨店
- サムスン生命保険

2011年
- ロッテ免税店（2007年〜）
- ヘチャンドル

### 日本
2005年
- STIモデル

2006年
- アフラック（アメリカンファミリー生命保険会社  ※矢田亜希子がメイン）

### 中国
2005年
- DHCモデル香港（〜2006）
- PANTECH中国（〜2007）
- ペプシコーラ中国圏（〜2006）

2007年
- 中国製菓会社「福馬」ケーキ 中国（〜2008現在）

2008年
- SAMSUNG電子ANYCALL 中国
- Miiow衣料 中国

2011年
- 中国"メンソレータム フォーメン'(Mentholatum for Man)
- 中国　女性基礎化粧品 "JVJQ"（2011年7月1日〜2015年7月1日まで）

### その他アジア
2006年
- ダッチミル牛乳タイ（〜2007）

2007年
- ユニリーバ DOVEシャンプー東南アジア圏（〜2008現在）